# Ludmila Thomas

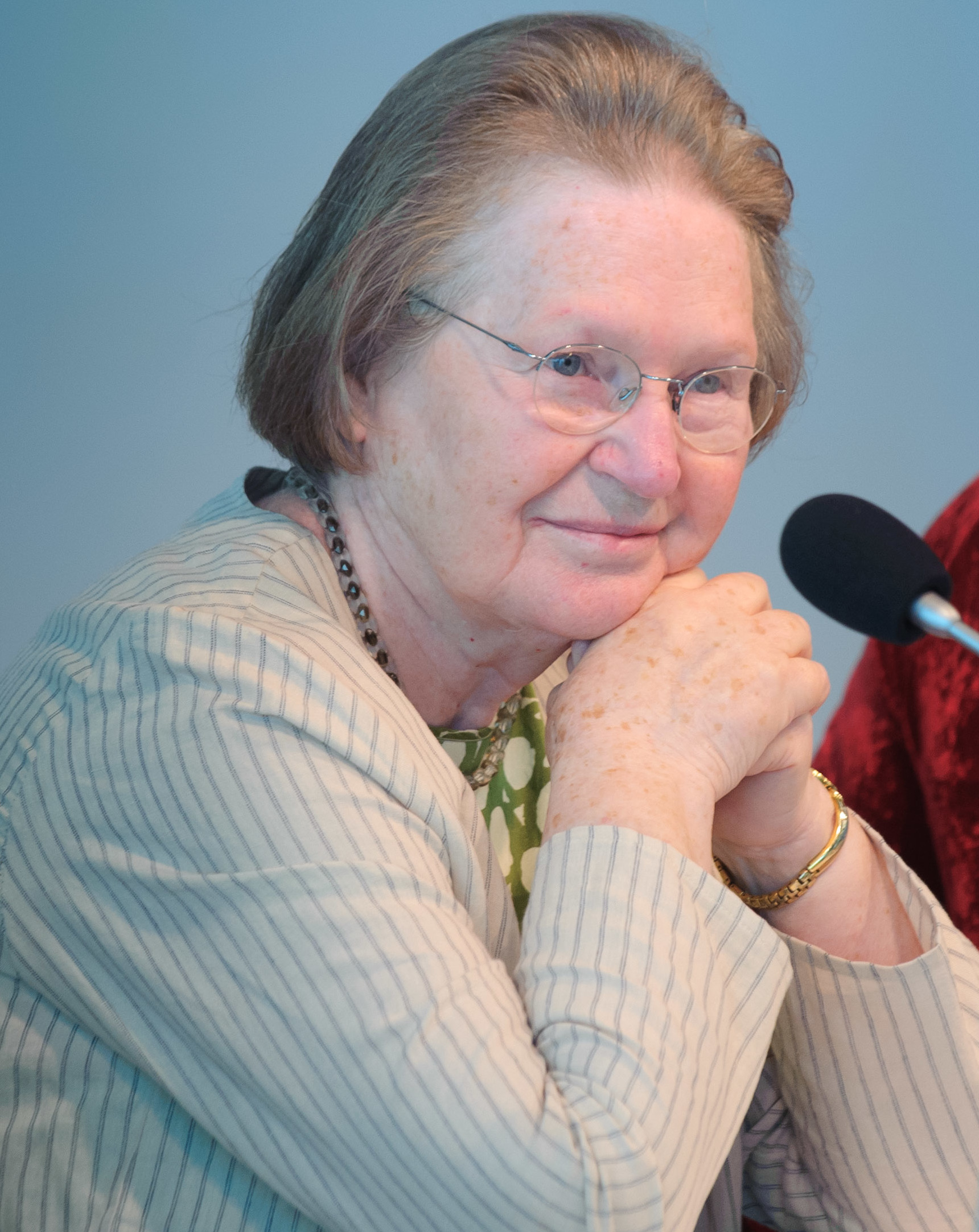
Ludmilla Thomas, 2012

Ludmila Thomas (* 17. November 1934 in Kemerowo) ist eine deutsche Historikerin russischer Herkunft.

## Leben
Ludmila Thomas studierte an der Schdanow-Universität Leningrad Geschichte. Nachdem sie in die DDR übergesiedelt war, wurde sie wissenschaftliche Assistentin am Institut für Gesellschaftswissenschaften beim ZK der SED in Berlin. Die Promotion erfolgte im Dezember 1964 bei Heinz Heitzer und Werner Paff. Die Dissertation hatte Die Herstellung diplomatischer Beziehungen zwischen der UdSSR und der Deutschen Bundesrepublik im Jahre 1955 zum Thema. Später (mindestens zwischen 1968 und 1978) war sie wissenschaftliche Mitarbeiterin am Institut für Geschichte an der Deutschen Akademie der Wissenschaften beziehungsweise wissenschaftliche Oberassistentin am Zentralinstitut für Geschichte an der Akademie der Wissenschaften der DDR. Die Promotion B erfolgte im Juni 1990 mit der Arbeit Machtkämpfe und Reformen in Rußland. Das Beispiel Handelsflotte (1856–1914). Im Zuge der Neuordnung der Humboldt-Universität zu Berlin wurde Thomas 1992 Professorin für die Geschichte Osteuropas. Zwischen 1994 und 2022 gehörte sie zum Herausgebergremium der Zeitschrift für Geschichtswissenschaft. 2000 wurde Thomas emeritiert.

## Schriften (Auswahl)
- Geschichte Sibiriens. Von den Anfängen bis zur Gegenwart. Akademie, Berlin 1982.
- Herausgeberin mit Dietmar Wulff: Deutsch-russische Beziehungen. Ihre welthistorischen Dimensionen vom 18. Jahrhundert bis 1917. Akademie, Berlin 1992, ISBN 3-05-002148-9.
- Streben nach Weltmachtpositionen. Russlands Handelsflotte 1856 bis 1914 (= Quellen und Studien zur Geschichte Osteuropas, Band 32). Akademie, Berlin 1995, ISBN 3-05-002053-9.
- Herausgeberin: Sibirien. Kolonie – Region. Akademie, Berlin 1996, ISBN 3-05-002970-6.
- Herausgeberin mit Viktor Knoll: Zwischen Tradition und Revolution. Determinanten und Strukturen sowjetischer Aussenpolitik 1917–1941 (= Quellen und Studien zur Geschichte des östlichen Europa, Band 59). Steiner, Stuttgart 2000, ISBN 3-515-07700-6.
- Georgi Tschitscherin – „Ich hatte die Revolution und Mozart“. Dietz, Berlin 2012, ISBN 3-320-02275-X.